# Dům s baštou (Mohelnice)
Dům s baštou je památkově chráněný měšťanský dům v historickém jádru města Mohelnice v Olomouckém kraji. Do zadního průčelí domu je včleněna půlválcová bašta z 15. století, která byla součástí městského opevnění.

## Historie
Počátky existence domu spadají do 13. století; poprvé je zmiňován roku 1275 v souvislosti s farní školou, jednou z prvních na severní Moravě. Na počátku 16. století na škole studoval mohelnický rodák a budoucí pražský arcibiskup Antonín Brus, jehož otec byl na zdejší farní škole učitelem. Roku 1683 byl v domě zřízen žalář, ve kterém byl vězněn a mučen šumperský děkan Kryštof Alois Lautner. Dům byl několikrát značně poškozen při ničivých požárech města. Dochovalo se gotické sklepení a obvodové zdivo v přízemí, současná klasicistní podoba pochází z roku 1781, kdy proběhla přestavba na větší školní budovu. Tato byla roku 1863 povýšena na městskou hlavní školu.
V letech 1951–⁠⁠⁠⁠⁠1988 v budově sídlila hudební škola, resp. lidová škola umění. V roce 2015 byla dokončena rekonstrukce objektu, v jehož přízemí byla o dva roky později otevřena galerie.

## Popis
Dům s baštou je samostatně stojící patrová budova na půdoryse obdélníka cca 19 x 13 m s valbovou střechou. Nachází se na Kostelním náměstí v blízkosti mohelnického muzea a farního kostela svatého Tomáše z Canterbury. Zadní průčelí domu je tvořeno hradební zdí s půlválcovou baštou směřující severně do prostoru bývalého příkopu. O část architektonických prvků dům přišel v 70. letech 20. století při opravě fasády, v tomto období byly omítnutý i hradby s baštou. Téměř v celém přízemí a částečně i v patře se zachovaly původní barokní a klasicistní omítky, kdy na části ploch je provedena výmalba technikou secco s motivem arabesek.

## Galerie

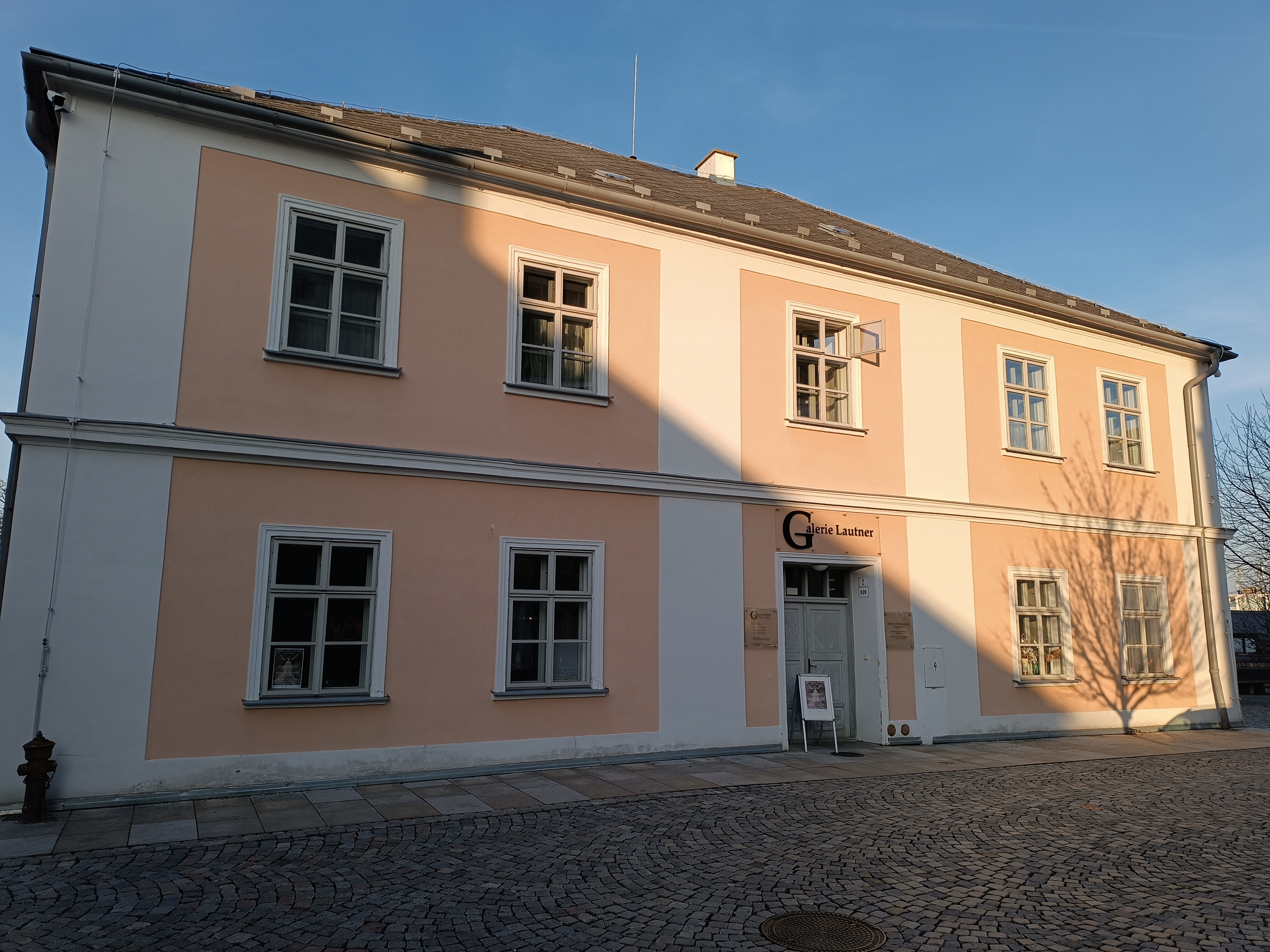
Přední průčelí domu (2024)
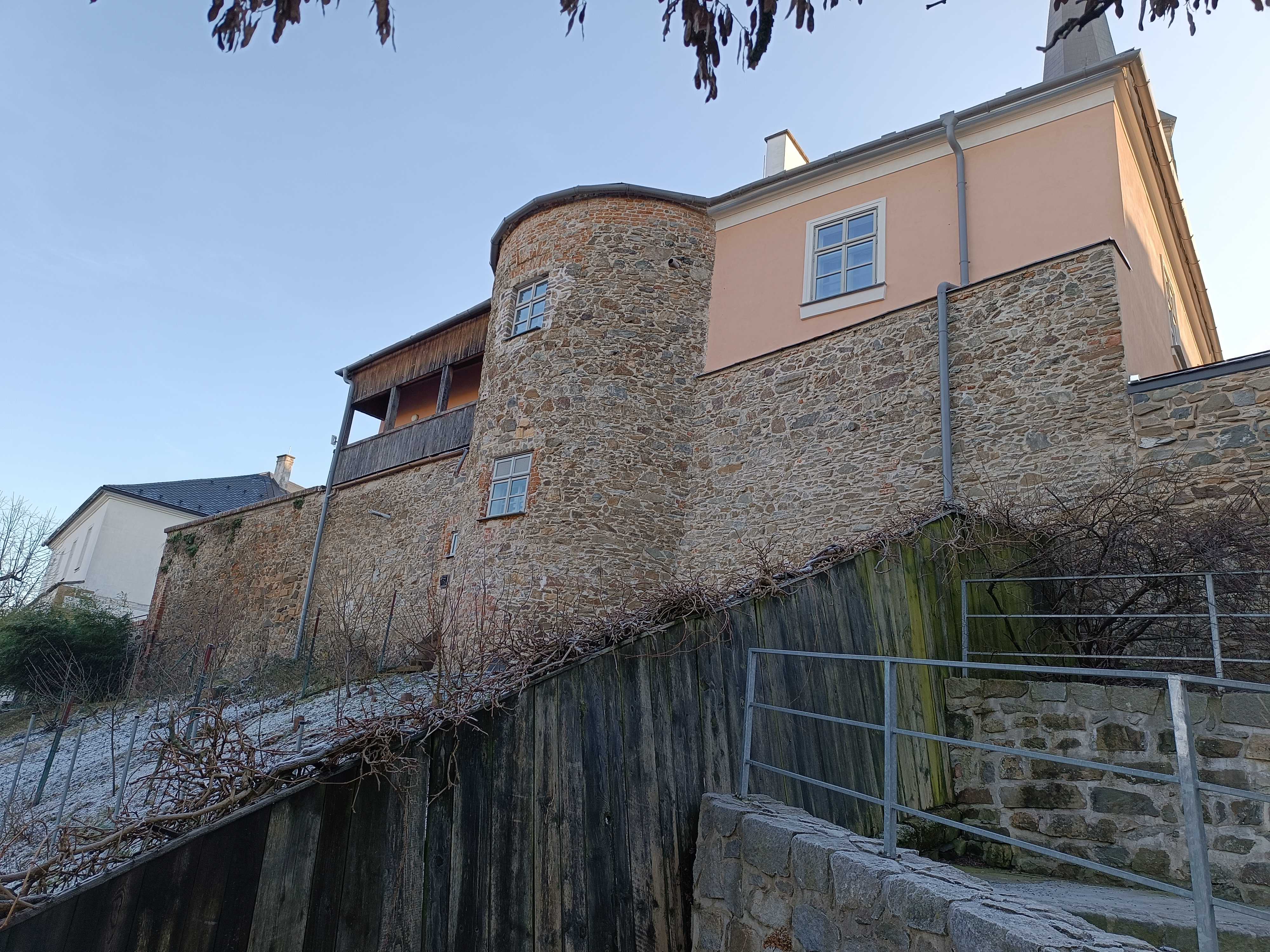
Zadní průčeli domu (2024)